# Turn the Page (Waylon Jennings)
Turn the Page è il quarantanovesimo album di Waylon Jennings, pubblicato dalla RCA Victor nel luglio del 1985 e prodotto da Jerry Bridges e Gary Scruggs.
Il disco contiene il brano Rhiannon, già un successo di classifica dei Fleetwood Mac (Stevie Nicks, voce solista del gruppo è l'autrice del pezzo), un altro brano di Kris Kristofferson Good Morning John, mentre Drinkin' and Dreamin' scalò le classifiche country fino al numero 2, da segnalare anche il brano firmato da Bob Seger che dà il titolo all'album.

## Tracce
Lato A
1. The Devil's on the Loose – 2:41 (Larry Willoughby)
2. You Showed Me Somethin' About Lovin' – 3:45 (Phil Redrow)
3. Good Morning John – 3:09 (Kris Kristofferson)
4. The Broken Promise Land – 3:15 (Bill Rice, Mary Sharon Rice)
5. Don't Bring It Around Anymore – 2:44 (Gary Nicholson, Marshall Morgan, Nancy Montgomery, Walter McEuen)

Lato B
1. Rhiannon – 2:57 (Stevie Nicks)
2. Drinkin' and Dreamin' – 3:00 (Troy Seals, Max D. Barnes)
3. As Far As the Eye Can See – 3:14 (Billy Gale)
4. Turn the Page – 4:34 (Bob Seger)
5. Those Kind of Memories – 3:14 (Jim McBride, Stewart Harris)
6. America (Sammy Johns) – Brano bonus su CD

## Musicisti
- Waylon Jennings - voce, chitarra
- Fred Carter - chitarra
- Jerry Reed - chitarra, dobro
- Pete Drake - steel guitar
- Harold Ragsdale - vibrafono, organo
- Charlie McCoy - organo, tromba, armonica
- Hargus 'Pig' Robbins - pianoforte
- Bee Spears - basso
- Richie Albright - batteria